# Критерий за устойчивост на Вишнеградски
Критерий за устойчивост на Вишнеградски е алгебричен критерий за устойчивост на системи за автоматично управление (САУ), който е частен случай на критерия на Хурвиц само за системи от трети ред.
Критерият е формулиран през XIX век от известния руски математик професор Иван Алексеевич Вишнеградски – преподавател в Санкт Петербургския технологичен институт и в Михайловската артилерийска академия, а от 1 януари 1887 г. – министър на финансите на Руската империя.  През 1895 г. немският математик Адолф Хурвиц обобщава критерия за системи от произволен ред, известен като Критерий за устойчивост на Хурвиц.
Характеристичният полином от трета степен за затворената система е
{\displaystyle \ H(p)=a_{0}p^{3}+a_{1}p^{2}+a_{2}p+a_{3}},
където {\displaystyle p=j\omega } е комплексен аргумент.
Детерминантата и определителите на Хурвиц ще имат вида:

{\displaystyle \Delta ={\begin{vmatrix}a_{1}&a_{3}&0\\a_{0}&a_{2}&0\\0&a_{1}&a_{3}\end{vmatrix}}} ; {\displaystyle \Delta _{1}=a_{1}} ; {\displaystyle \Delta _{2}={\begin{vmatrix}a_{1}&a_{3}\\a_{0}&a_{2}\end{vmatrix}}=a_{1}.a_{2}-a_{0}.a_{3}} .
| „ | Необходимото и достатъчно условие за устойчивост на САУ е всички коефициенти на характеристичния полином да са положителни и определителят {\displaystyle \Delta _{2}=a_{1}.a_{2}-a_{0}.a_{3}>0}, т. е. {\displaystyle a_{1}.a_{2}>a_{0}.a_{3}}. | “ |

Ако коефициентите са с различни знаци и/или {\displaystyle a_{1}.a_{2}<a_{0}.a_{3}}, системата е неустойчива.

Ако всички коефициенти са положителни, но {\displaystyle a_{1}.a_{2}=a_{0}.a_{3}}, системата е на границата на устойчивост.